# Зоран Станојевић (новинар)
Зоран Станојевић (Београд, 1965) српски је новинар и телевизијски водитељ. Једно је од најпрепознатљивијих ТВ лица Радио-телевизије Србије.

## Биографија
Зоран Станојевић је рођен у Београду 1965. године. Новинарску каријеру је започео са 16 година цртајући стрипове за омладински часопис.
Од 1992. до 2002. године радио је као извештач америчке телевизијске мреже Ен-Би-Си за подручје бивше Југославије.
У недељнику Време радио је од 1994. године као уредник издања на енглеском и репортер, а од 2001. године за тај недељник редовно пише колумну Навигатор о интернету и новим технологијама.
У Би-Би-Сијевој редакцији на српском радио је као репортер и продуцент од 2002. до 2006. године.
На Радио-телевизију Србије прелази 2006. године и постаје уредник емисије Око. На јавном сервису је уређивао и водио и Трећи дневник и емисију Тако стоје ствари. Током изборних кампања води предизборне дебате, ТВ дуеле и специјалне емисије.
Тренутно је помоћник главног и одговорног уредника Информативног програма РТС-а за нове медије и уредник Интернет портала РТС-а.